# Abhainn an Scáil
Abhainn an Scáil (en anglès Annascaul) és un llogaret d'Irlanda, al comtat de Kerry, a la província de Connacht. Es troba a la península de Dingle a la Gaeltacht Corca Dhuibhne. El seu nom vol dir "riu de Scáil" (Scáil Ní Mhúirnáin és un heroi llegendari local), "riu d'hombres", o "gual dels herois".

## Història
La vila fou lloc de naixement de l'explorador de l'Antàrtida Tom Crean, qui va formar part dels intents fallits de Robert Scott per arribar al pol Sud i del viatge èpic d'Ernest Shackleton en bot obert de l'illa Elephant Island a les Georgia del Sud. S'ha erigit una estàtua a Crean al South Pole Inn, la casa on va viure. També hi va néixer l'escultor irlandès estatunidenc Jerome Connor, autor de l'obra Nuns of the Battlefield a Washington D.C..